# CAFIS
CAFIS（キャフィス）は、英語: Credit And Finance Information Switching system の略で、日本電信電話公社が開発し、現在はNTTデータが運営する主にクレジットカードを中心とした共同利用型のオンラインシステムである。1984年にサービスを開始した。

## 概要
クレジットカード会社と加盟店間をオンライン回線で結んで、利用限度額やカードが不正使用されていないか等の有効性のチェックを行う。加盟店はCAFISを通じてCAT（信用照会端末）から利用されたカード会社のホストコンピュータにアクセスしている。

## その他
国際キャッシュカードを利用して海外から引出を行う場合、国内の銀行システムがメンテナンス等で稼働停止している時間内であっても、CAFISに接続されていれば24時間365日利用可能なケースがある。現在は、みずほ銀行のみずほインターナショナルキャッシュカードなどで採用されている。
かつては、三菱東京UFJ銀行（B店／旧東京三菱店）のインターナショナルカードの場合、システムメンテナンスにかかわらず、海外での提携ATMさえ稼働していれば24時間利用可能であったが、2008年5月の新システム移行に伴い、CAFISの代行接続業務を打ち切ったため、国内のシステムメンテナンス時間帯の利用ができなくなっている。
また、セブン銀行と提携行との接続ネットワークにも採用され、MICS非接続の時間帯（三が日や5月の連休を含む）にも利用できるようになっている。

## 同業他社
- CARDNET - 日本カードネットワーク